# Phelotrupes metallescens
Phelotrupes metallescens es una especie de coleóptero de la familia Geotrupidae.

## Distribución geográfica
Habita en Hubei y Sichuan en la (China).